# فرانک برت
فرانک برت (انگلیسی: Frank Barrett (footballer)؛ ۲ اوت ۱۸۷۲ – ۲۲ مارس ۱۹۰۷) یک بازیکن فوتبال، و دروازه‌بان (فوتبال) اهل اسکاتلند بود.

## باشگاهی
از باشگاه‌هایی که در آن بازی کرده‌است می‌توان به آبردین، داندی، منچستر سیتی، و منچستر یونایتد اشاره کرد.